# 道の駅越後出雲崎天領の里
道の駅越後出雲崎天領の里（みちのえき えちごいずもざきてんりょうのさと）は、新潟県三島郡出雲崎町にある国道352号の道の駅である。

## 沿革
佐渡島からの金銀の荷揚げや北前船の集散地として栄えた江戸幕府天領・出雲崎を再現し、江戸時代にタイムスリップすることをコンセプトに、1994年（平成6年）4月にオープンした。メイン施設となる「天領出雲崎・時代館」を中心に観光物産センター、海上木橋、日本海夕日公園などを併設した敷地面積21,000 ㎡の施設として尼瀬海岸埋め立て地にオープンした。2005年（平成17年）4月には時代館に併設して「石油記念館」もオープンした。
令和7年 3月23日（日）限りでリニューアルオープン作業の為一旦閉鎖となり、4月27日（日）に全面改修を行いリニューアルオープンした。※ 4月19日（土）から26日（土）までプレオープンとして営業
なお尼瀬海岸の埋め立ては、海岸浸食防止のための護岸工事に合わせて1983年度（昭和58年度）から、丘陵地の町営グラウンド建設残土を使用して行われたものである。

## 施設
- 駐車場
  - 普通車：153台
  - 大型車：7台
  - 身障者用：2台
- トイレ
  - 男：大 8器（3器）、小 13器（5器）
  - 女：14器（7器）
  - 身障者用：2器（1器）

※（）内は、24時間利用可能
- 公衆電話：3台
- 情報コーナー
- レストラン「陣や」（10:00 - 18:00）
- 観光物産センター
- 日本海夕日公園
- 天領出雲崎時代館 - 出雲崎石油記念館（尼瀬油田）

### 管理
- 国土交通省北陸地方整備局
- 出雲崎町

## 休館日
- 毎月第1水曜日（5月、8月を除く）
- 12月30日 - 1月3日

## アクセス
妻入りのまちなみが広がる古くからの出雲崎市街の海岸部に位置する。
- 国道352号 - 登録路線
- 越後交通 柏崎駅前=出雲崎車庫線 「天領の里前」バス停より徒歩すぐ（土休日運休）
- 越後交通 長岡駅前=出雲崎車庫線 「良寛堂前」バス停より西へ徒歩約15分
- JR越後線 出雲崎駅より北西へ約5 km（同駅前「陽だまり」にレンタサイクル有[6]）
- 出雲崎町デマンド交通「てまりん」エリア内

## 周辺
- 良寛記念館